# Simiane-la-Rotonde
Simiane-la-Rotonde là một xã ở tỉnh Alpes-de-Haute-Provence, vùng Provence-Alpes-Côte d’Azur ở đông nam nước Pháp.